# 點擊航空

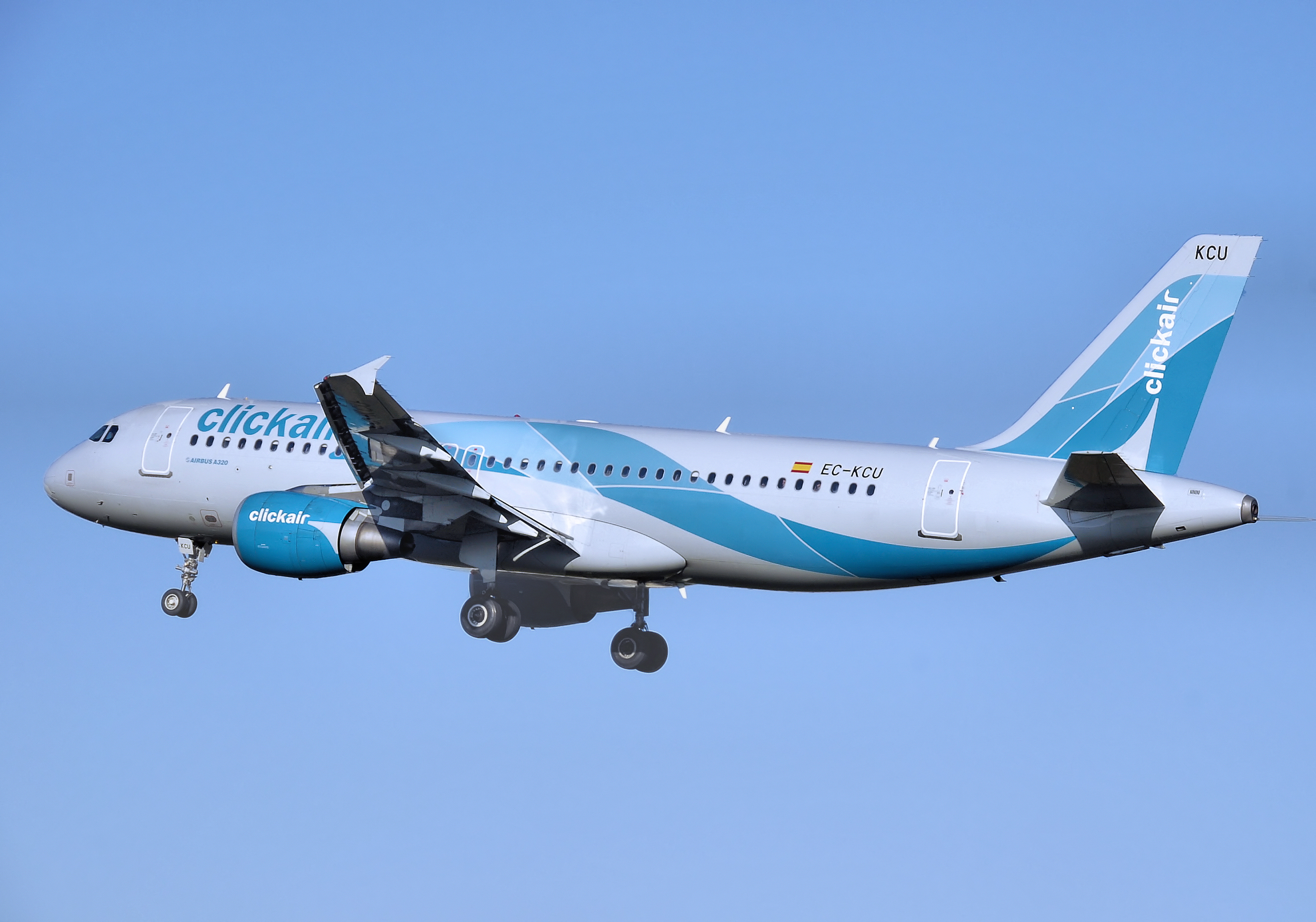
一架點擊航空的A320客機在倫敦降落

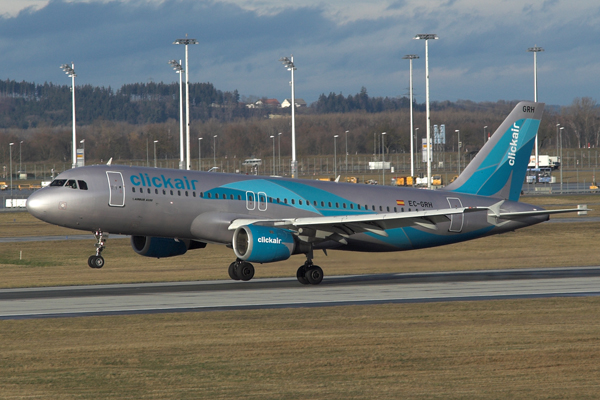
一架點擊航空的A320客機在慕尼黑機場降落

點擊航空（英語：Clickair）是一家以西班牙巴塞隆拿為基地的的廉價航空公司，於2006年成立，同年10月1日營運，飛往歐洲40個城市。此外，點擊航空亦有其它樞紐基地，包括馬拉加機場、馬略卡島帕爾馬機場、聖巴勃羅機場和瓦倫西亞機場。在2009年7月15日，點擊航空與伏林航空合併。

## 歷史
點擊航空成立時原本命名為加泰航空，取加泰隆尼亞開首的三個字母，後來才改名為點擊航空。在2006年10月1日以3架空中巴士A320客機營運，由巴塞隆拿出發，營運5條航線。點擊航空的資本是由五家公司所組成，各佔20%，包括Cobra，Iberia，Iberostar，Nefinsa和Quercus Equity，其中Iberia（西班牙國家航空）負責處理點擊航空的營運事務，雖然只有20%股權，卻操控了點擊航空80%的經濟。點擊航空計劃在2008年未時擁有30架A320飛機營運約70條航線，年載客量達1,000萬人。
2008年6月，點擊航空的對手伏林航空宣佈有意合併兩家公司。由於當時兩家公司均面臨高油價及赤字問題，合併能變為單一公司有效面對這些問題，因此提議獲得通過。合併後會以伏林航空品牌營運，同樣以原本的巴塞隆拿為基地，而點擊航空會終止業務，執行長Alex Cruz會成為伏林航空新的執行長。
2009年7月15日完成了合併，點擊航空所擁有的26架A320-200，有20架交給伏林航空，4架由其它航空公司營運，另有2架被存放。合併後的伏林航空成為西班牙第二大航空公司，在2009年運輸820萬名乘客，往約70個目的地。

## 備註
1. ↑  "http://www.highbeam.com/doc/1G1-169093469.html （页面存档备份，存于） 	
Article: clickair on track to carry 4.5 million passengers by year end.(Brief article)]."     Airline Industry Information. 25 September 2007. Retrieved on 30 March 2009.
2. 1 2  . Flight International. 2007-04-03: 67.
3. ↑  Flight International, 3–9 October 2006
4. ↑  .   [2011-09-13]. （原始内容存档于2009-02-28）.
5. ↑  .   [2011-09-13]. （原始内容存档于2012-02-10）.
6. ↑  .   [2011-09-13]. （原始内容存档于2012-02-10）.
7. ↑  Vueling new airline name to UK. TravelMole. Phil Davies.[]

## 外部連結
- 官方網頁（页面存档备份，存于）